# 北海道科学大学
北海道科学大学（ほっかいどうかがくだいがく、英語: Hokkaido University of Science）は、北海道札幌市手稲区前田7条15丁目4-1に本部を置く日本の私立大学。1924年創立、1967年大学設置。大学の略称は北科大（ほくかだい）、道科大（どうかだい）。

## 概要

### 特色

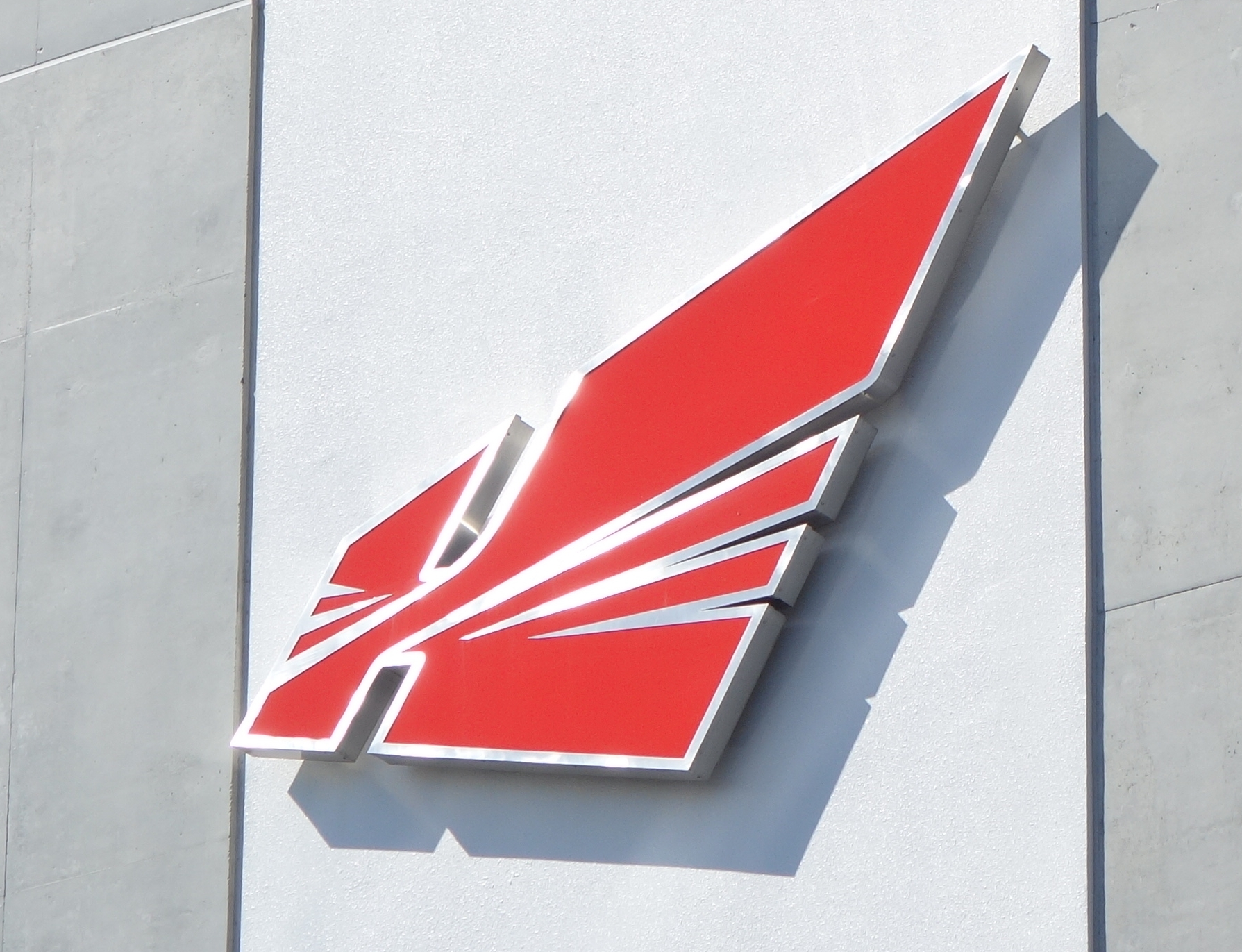
シンボルマーク 「Progress "H"」

北海道科学大学は、工学部、薬学部、保健医療学部、未来デザイン学部の・短期大学部の4学部13学科と短期大学部からなる。。
1924年に伏木田隆作によって創立された自動車運転技能教授所を起源として、1967年に学校法人自動車学園（現学校法人北海道科学大学）の運営により北海道で唯一の、私立の工学系単科大学として開学する。旧称は北海道工業大学（2014年3月まで）。
1967年の開学から2000年までは工学部1学部の6学科体制（機械工学科、経営工学科、電気工学科、土木工学科、建築工学科、応用電子工学科）で構成されていた。
2001年の学科再編成では、建学の精神に「ヒューマニティとテクノロジーの融合」を掲げ、既存の6学科を、人間科学系列3学科（環境デザイン学科・情報デザイン学科・福祉生体工学科）、基盤工学系列3学科（建築学科・社会基盤工学科・機械システム工学科）、先端工学系列2学科（情報ネットワーク工学科・電気電子工学科）の8学科とした。福祉生体工学科には、日本の大学では初の義肢装具士の受験資格が得られる養成校として「義肢装具学専攻」が開設された。人や環境を見つめることのできる新しいタイプの技術者養成に力を注ぎ込んでいる。

### 校歌
- 北海道科学大学校歌
作詞： 和田徹三
作曲： 三枝成彰

- 北海道工業大学校歌
作詞： 服部正
作曲： 服部正

## 沿革
- 1924年 - 伏木田隆作が自動車運転技能教授所を設立。
- 1967年 - 北海道工業大学開学。工学部機械工学科・経営工学科を開設。
- 1968年 - 電気工学科設置。
- 1972年 - 土木工学科、建築工学科設置。
- 1986年 - 応用電子工学科設置。
- 1990年 - 大学院開設。工学研究科電気工学専攻・応用電子工学専攻・建築工学専攻（修士課程）を設置。
- 2001年 - 学科再編。環境デザイン学科、情報デザイン学科、福祉生体工学科、建築学科、社会基盤工学科、機械システム工学科、情報ネットワーク工学科、電気電子工学科を開設し、8学科編制にする。
- 2001年 - 新講義棟（G棟）落成。

- 2007年
  - 開学40周年。

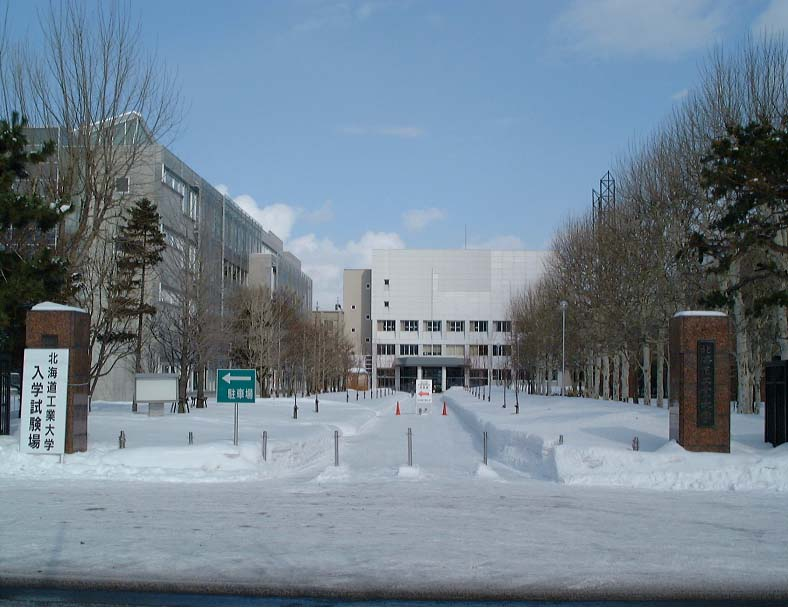
旧・北海道工業大学正門（2002年）

  - 福祉生体工学科が医療福祉工学科に名称変更。
- 2008年 - 2007年7月31日に学部学科再編が承認された。未来デザイン学部（人間社会学科・メディアデザイン学科）、創生工学部（機械システム工学科・情報フロンティア工学科・電気デジタルシステム工学科）、空間創造学部（建築学科・都市環境学科）、医療工学部（医療福祉工学科）の4学部8学科編制となる。初めて文系の学部が誕生する。
- 2012年
  - 新体育館（HIT ARENA）落成。
  - 医療工学部に義肢装具学科を開設。大学院修士課程電気電子工学専攻、情報工学専攻、医療工学専攻を開設。
- 2014年
  - 創立90周年。4月に大学の名称を「北海道科学大学」に改称。
  - 工学部(機械工学科、情報工学科、電気電子工学科、建築学科、都市環境学科)、保健医療学部(看護学科、理学療法学科、義肢装具学科、臨床工学科、診療放射線学科)を開設。
- 2018年 - 同一法人が運営する北海道薬科大学を統合し、薬学部を設置。
- 2020年 - 公衆衛生看護学専攻科を設置。
- 2021年 - 北海道科学大学短期大学部の学生募集停止。
- 2022年 - 北海道科学大学短期大学部を廃止。
- 2025年4月1日 - 工学部情報工学科を改組し、情報科学部 情報科学科（設置届出済）を新設予定

## 学部・学科
以下は2018年4月以降。
- 工学部
  - 機械工学科
  - 情報工学科（令和7年4月学生募集停止）
  - 電気電子工学科
  - 建築学科
  - 都市環境学科
- 薬学部
  - 薬学科
- 保健医療学部
  - 看護学科
  - 理学療法学科
  - 義肢装具学科（令和7年4月学生募集停止）
  - 臨床工学科
  - 診療放射線学科
- 未来デザイン学部
  - メディアデザイン学科
  - 人間社会学科
- 情報科学部（令和7年開設予定）
  - 情報科学科

以下は2014年3月以前。
- 創生工学部
  - 機械システム工学科
  - 情報フロンティア工学科
  - 電気デジタルシステム工学科
- 空間創造学部
  - 建築学科
  - 都市環境学科
- 医療工学部
  - 医療福祉工学科
  - 義肢装具学科
- 未来デザイン学部
  - メディアデザイン学科
  - 人間社会学科

以下は2022年3月以前。
- 短期大学部
  - 自動車工学科

## 大学院
- 工学研究科

修士課程（博士前期課程）
- 機械システム工学専攻
- 電気工学専攻（2013年3月末廃止）
- 応用電子工学専攻（2013年3月末廃止）
- 土木工学専攻
- 建築工学専攻
- 電気電子工学専攻
- 情報工学専攻
- 医療工学専攻

博士後期課程
- 機械システム工学専攻
- 電気工学専攻
- 応用電子工学専攻
- 建設工学専攻

- 薬学研究科

博士後期課程
- 臨床薬学専攻

- 保健医療学研究科

修士課程
- 看護学専攻
- 医療技術学専攻
- リハビリテーション科学専攻

## 専攻科
- 公衆衛生看護学専攻科

## 主な施設

### 新講義棟（G棟）
| G棟 左）正面 右）内部 |  | G棟 左）正面 右）内部 |
| G棟 左）正面 右）内部 |  |                       |

新講義棟（G棟）は、1985年に札幌市営バスよりキャンパス内に誘致した停留所「工業大学前（現在はJR北海道バス「北海道科学大学」に改称）」に連接しており、さらにそのバス待合所を改築したことにより、通学の利便性と使い勝手に配慮されたものとなっている。また、バス待合所は近隣住民の推薦を受け、2005年に「第12回札幌市都市景観賞」を受賞。また、新講義棟（G棟）においては公共性とデザインの美しさが評価され、公共建築賞優秀賞（2006年）を受賞している。
新講義棟（G棟）受賞歴
- 2001年 - 照明普及賞
- 2002年 - 北海道建築奨励賞
- 2006年 - 公共建築賞優秀賞

### 体育館（HIT ARENA）
| 体育館 左）外観 右）エントランス |  | 体育館 左）外観 右）エントランス |
| 体育館 左）外観 右）エントランス |  |                                  |

「G棟に続いての新しいシンボルとなる施設」として、2012年に建て替えられた体育館（HIT ARENA）は、外壁に太陽光発電パネルを配置した特徴的なデザインとなっており、2012年には照明学会照明普及賞、2013年には北海道建築賞を受賞した。別棟だった部室も統合し、エントランスにはデジタルサイネージも設置された。また、アリーナの床暖房には地中熱ヒートポンプを採用している。

### その他
現行法による施設、附置研究所。用途や研究課題によっては、学外からの利用も可能。
- 附属図書館
- 講義棟
- 実験室（全8棟）
- 情報技術センター
- 寒地総合技術センター（旧・寒地総合研究所）
- HITプラザ（食堂、軽食・喫茶コーナー、ローソンS北海道科学大学店）
- 丸善キャンパスショップHIT店（書店ほか）
- 自動体外式除細動器（AED）を学内5箇所に設置
- 部室棟（全3棟）
- 北海道科学大学野球場
- 手稲郵便局北海道科学大学内出張所
- 芦原ニセコ山荘

## 活動実績

### 実績
北海道大学、北海道の民間企業のボランティアと協力して、超小型人工衛星HIT-SATが開発された。HIT-SATは2006年9月23日に鹿児島県内之浦宇宙空間観測所で、M-Vロケット7号機のサブペイロードとして打ち上げられた。

### 大学発ベンチャー企業
大学の研究成果をもとに起業するベンチャー企業。
- 株式会社アドヴァンストテクノロジ
  - 代表者：佐々木一正（情報フロンティア工学科教授。専門は光ファイバー）
- 北海道衛星株式会社
  - 代表者：佐鳥新（電気デジタルシステム工学科教授）
- 株式会社西谷組
- 有限会社先端技術研究所
  - 代表者：杉本光輝

## 学生生活

### 日常生活
2008年4月から学生証がICカードとなり、プリペイド型電子マネー「Edy」の機能が付けられた。これは道内の大学では初となる試みで、学内の食堂・コンビニエンスストア・書店・証明書自動発行機・自動販売機などに対応している。これにより、キャッシュレス化による会計の混雑解消や事務局窓口業務時間外に証明書の発行ができるなど利便性が向上した。

### スポーツ
- 硬式野球部は札幌学生野球連盟3部に加盟している。
- 1986年より、毎年8月に東北工業大学との運動部総合定期戦が開催されている。通算成績は8勝9敗（第27回大会:2012年実施時点）。
  - 各競技の勝敗をトータルして判定する「総合優勝」は、第10回大会より導入された。
  - 2011年は、東北地方太平洋沖地震の影響に伴い中止された。代わりに、東北工業大学の教職員・学生を激励することを目的とした大学訪問をして、震災に関する報告、義援金の贈呈など、学生同士の交流が行われた。

## 対外関係

### 学校法人北海道科学大学の下での姉妹校
系列校
- 北海道科学大学高等学校
- 北海道自動車学校

### 他大学との協定
- 日本
  - 東京都市大学
- フィンランド
  - オウル総合（応用）科学大学（フィンランド語版）（旧オウル工科大学）

### 高等学校との協定
- 連携教育に関する協定
  - 北海道札幌稲北高等学校（2003年7月23日）：2011年3月31日閉校
  - 北海道札幌手稲高等学校（2003年10月31日）
  - 北海道札幌琴似工業高等学校（2004年9月13日）
  - 北海道札幌工業高等学校（2008年9月12日）
  - 市立札幌新川高等学校（2009年9月29日）
  - 北海道札幌あすかぜ高等学校（2011年5月31日）
  - 旭川実業高等学校（2016年5月23日）

### 研究機関との協定
- 連携・協力に関する協定
  - 地方独立行政法人北海道立総合研究機構（2012年3月8日）

### 地方自治体との協定
- 地域連携協定
  - 北海道科学大学・手稲区・手稲区連合町内会連絡協議会の三者協定（2008年3月18日）
  - 上富良野町（2011年8月5日）
  - 猿払村（2012年7月19日）
  - 弘前市（2012年10月5日）
- 防災連携協定
  - 北海道科学大学・手稲区・手稲区連合町内会連絡協議会の三者協定（2013年3月12日）

## 大学関係者と出身者
- 北海道科学大学の人物一覧

## 主な活動
- 北海道工業大学同窓会（現・北海道科学大学同窓会「雪嶺会」）が1971年に設立される。設立の趣旨は「活力があって使える会」としている。これは、卒業生の親睦だけにとどまらず、在学生との関わりや、大学発展への貢献・援助活動をも視野に入れたものである。2008年3月時点での会員数は 25,633名。
- 学生の活動助成金の交付を行なっている。
- ゼミナール等のニセコ山荘利用受付を行なっている。
- 卒業祝賀会への助成、卒業記念品の贈呈を行なっている。

## アクセス
- 路線バス（ジェイ・アール北海道バス 札樽線「北海道科学大学」停留所）
  - JR北海道・函館本線 手稲駅北口3番のりばから
  - 札幌市営地下鉄・東西線 宮の沢駅（宮の沢バスターミナル）6番のりばから
- 自動車
  - 札樽自動車道 小樽方面 手稲ICから約12分、新川ICから約15分
  - 札樽自動車道 札幌方面 銭函ICから約17分、札幌西ICから約15分